# Paarse boomvogelspin

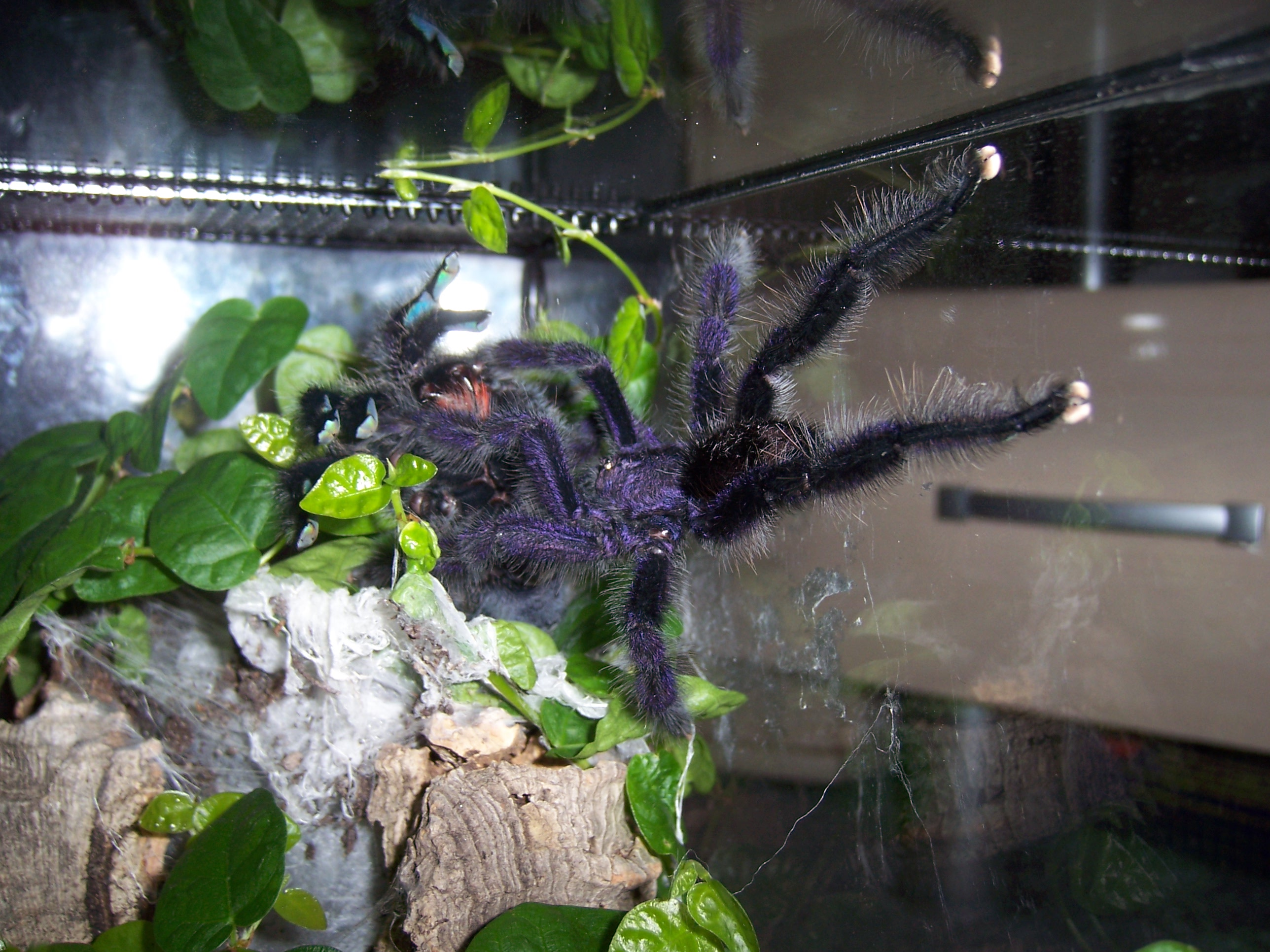
Parende paarse boomvogelspinnen.

De paarse boomvogelspin (ook wel Ecuadoraanse purperspin genoemd) is een spin uit de familie vogelspinnen (Theraphosidae) en lid van het geslacht Avicularia. Deze spin treft men voornamelijk aan in Ecuador (Amazonestreek).
De spin eet vooral krekels, maar kan ook kleine knaagdieren verschalken. Ze wordt tot 5 cm lang (lichaamslengte) en kan tot 400 gram zwaar worden! Qua temperatuur verkiezen ze tussen de 26 en 28 °C. de luchtvochtigheid moet zeer hoog liggen: 70 tot 80%. De spincocon bevat zo'n 70 tot 120 jonge spinnetjes.
Deze spinnen zijn niet direct beginnersspinnen, omdat ze erg snel kunnen zijn. Over het algemeen zijn ze niet agressief, maar zullen ze wel snel met brandharen strooien. Dit kan een irriterende jeuk en hoest veroorzaken.